# Alfonso Paleotti
Alfonso Paleotti (* 28. Dezember 1531 in Bologna; † 18. Oktober 1610 ebenda) war von 1597 bis zu seinem Tod Erzbischof von Bologna.

## Leben
Paleotti stammte aus einer Senatorenfamilie und war ein Cousin des späteren Kardinals Gabriele Paleotti. Der Jurist unterrichtete von 1557 bis 1559 kanonisches Recht an der Universität seiner Heimatstadt, ehe er in Rom erfolglos versuchte, eine Stelle an der Römischen Rota zu finden. Paleotti blieb in der Stadt, um dort die Interessen der Diözese Bologna zu vertreten, und wandte sich nach einer schweren Erkrankung dem Kreis um den späteren Heiligen Filippo Neri zu. Dort fand er zu geistlicher Berufung, verfasste verschiedene mystische Werke und empfing schließlich am 13. Dezember 1571 die Priesterweihe.
Durch seine spirituellen Interessen vernachlässigte er seine Arbeit für das Bistum Bologna, weswegen ihn Kardinal Gabriele Paleotti, inzwischen Bischof, 1573 in seine Heimatstadt zurückbeorderte und ihm die Würde eines Domkanonikers in Bologna verlieh. 1585 wurde Alfonso Paleotti Archidiakon der kurz zuvor zum Erzbistum erhobenen Diözese. Er korrespondierte regelmäßig mit Karl Borromäus und behielt sein Interesse an der Mystik, was in seiner Familie auf wenig Gegenliebe stieß. Dennoch übertrug Kardinal Paleotti seinem Cousin immer mehr Verantwortung in der Führung des Erzbistums.
Papst Gregor XIV. ernannte ihn schließlich am 13. Februar 1591 zum Titularerzbischof von Corinthus und bestellte ihn zum Koadjutorerzbischof von Bologna. Die Bischofsweihe empfing Paleotti am 24. Februar desselben Jahres in Ferrara durch den dortigen Bischof Giovanni Fontana. 1596 erteilte er den bischöflichen Vikaren die volle Kontrollbefugnis über die einzelnen Pfarrgemeinden und beendete damit deren Streben nach mehr Autonomie. Im Juli 1597, nach dem Tod seines Cousins, trat er schließlich dessen Nachfolge als Erzbischof von Bologna an. 1598 verfasste er eine Abhandlung über das Turiner Grabtuch, die nach Überarbeitung durch das Heilige Offizium erst im Folgejahr veröffentlicht wurde. 1605 veranlasste Paleotti den Wiederaufbau der Kathedrale San Pietro, deren Gewölbe 1599 eingestürzt waren.
Unter Alfonso Paleotti wurde auch der Konflikt des Erzbistums mit dem bisherigen Metropolitanbistum Ravenna beigelegt, der seit der Erhebung Bolognas zum Metropolitansitz durch Gregor XIII. 1582 bestand. Papst Clemens VIII. bestätigte 1604 die Entscheidung Gregors, gliederte als Kompromiss aber die Bistümer Imola und Cervia wieder in die Kirchenprovinz Ravenna ein. Alfonso Paleotti starb im Herbst 1610 und wurde in der Kathedrale von Bologna beigesetzt.